# Collision ferroviaire de Ngungumbane
 (janvier 2022).
Si vous disposez d'ouvrages ou d'articles de référence ou si vous connaissez des sites web de qualité traitant du thème abordé ici, merci de compléter l'article en donnant les références utiles à sa vérifiabilité et en les liant à la section « Notes et références ».
La collision ferroviaire de Ngungumbane, est une collision entre deux trains au niveau d'un passage à niveau au Zimbabwe.

## Déroulement
Tôt le samedi 3 juin 2006, un train de marchandises mixtes, de 33 wagons, comprenant trois camions-citernes a heurté un train de voyageurs à l'arrêt sur la voie d'évitement de Ngungumbane, faisant dérailler la locomotive et deux wagons. Les deux trains étaient à destination de Bulawayo, ils étaient censés croiser un autre train de marchandises, en provenance de Dabuka. Quatre employés des chemins de fer sont morts dans les wagons de marchandises et un voyageur est mort dans une voiture du trains de voyageurs. Il y a également eu six personnes grièvement blessées et dix-huit autres blessés plus légèrement. 

## Réactions
Selon le directeur général de la NRZ ( National Railways of Zimbabwe ), le commodore de l'air Mike Karakadzai (retraité), s'exprimant sur les lieux de l'accident, le conducteur du train de marchandises a tenté d'appliquer un freinage d'urgence pour éviter une collision, mais n'a pas pu le faire à temps. Il a salué la réponse rapide du personnel de secours.
Le gouverneur des Midlands du Zimbabwe, Cephas Msipa, qui s'est également rendu sur les lieux de l'accident, a été cité par le Sunday News disant qu'il a félicité NRZ pour sa réponse rapide. « Il est important que les opérateurs de transports publics et les équipages reconnaissent qu'ils ont le devoir, en plus de transporter des personnes, de sauver la vie de leurs passagers ».